# Vierpunktiger Kiefernprachtkäfer
Der Vierpunktige Kiefernprachtkäfer (Anthaxia quadripunctata) ist ein Käfer aus der Familie der Prachtkäfer und der Unterfamilie der Buprestinae.

## Beschreibung
Die Käfer sind fünf bis acht Millimeter lang. Der Körper ist schwarz oder dunkelbraun, kupferartig gefärbt. Der Halsschild hat meistens vier in einer Querreihe angeordnete Gruben und ist fast rechteckig. Der Halsschild ist <1,9 mal so breit wie lang, die Seiten vorne schwächer abgerundet, zur Basis kaum verschmälert, Winkel zwischen Halsschild und Flügeldecken wenig deutlich als bei dem ähnlichen Anthaxia helvetica (Halsschild >=2 mal so breit wie lang). Halsschildseitenrandkiel in Seitenansicht lang, gerade, bis zum vorderen Halsschilddrittel reichend; durch den nebenliegenden Seiteneindruck scharfkantig. Flügeldecken uneben, fast 2-mal so lang wie zusammen breit. Apex in schwacher Kurve verengt-verrundet, manchmal fast gewunden.

## Vorkommen

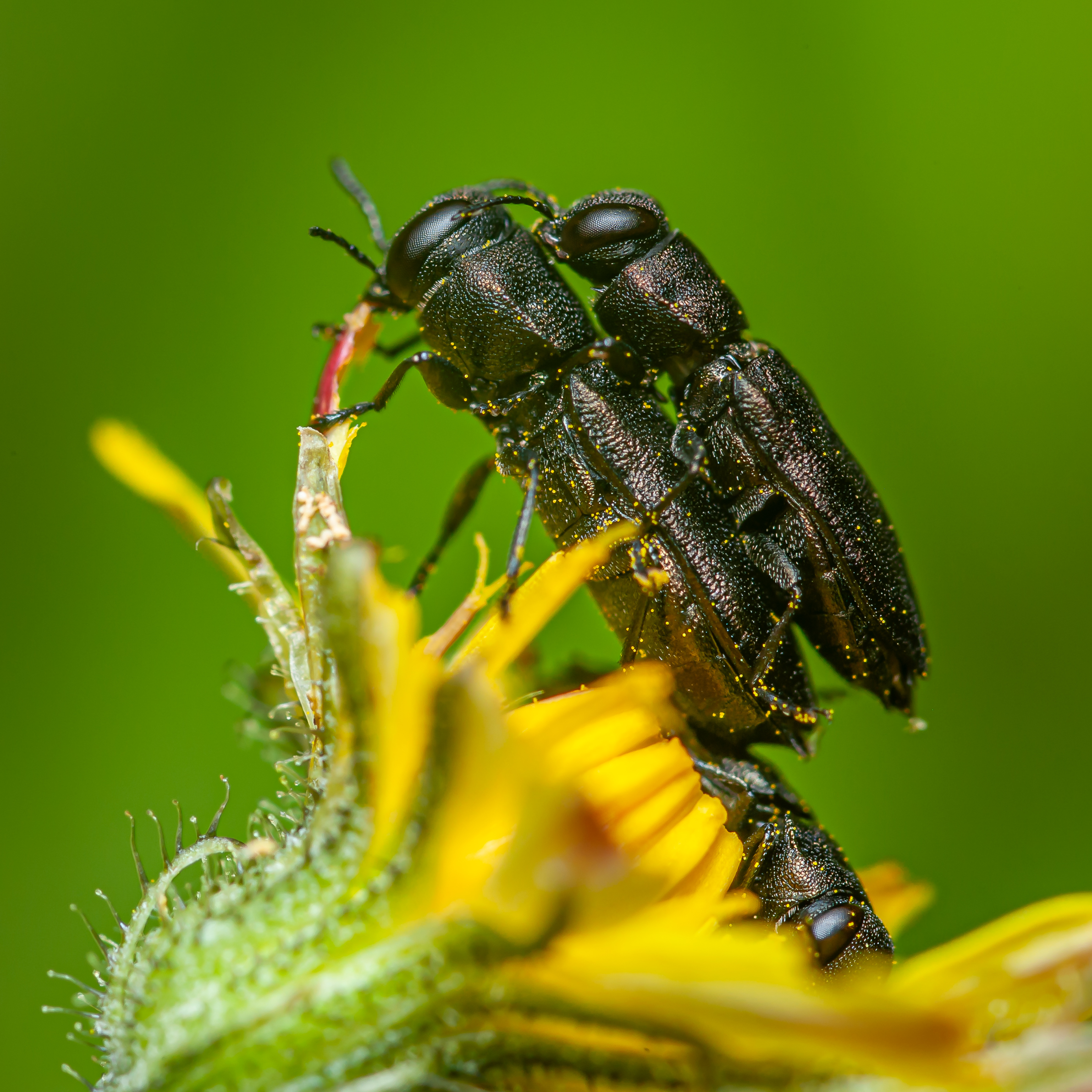
Paarung

Lebt in lockeren Nadelwäldern. Ist häufig in großen Teilen von Europa, dem Kaukasus, Kleinasien und Vorderasien.

## Lebensweise
Die Larven leben zwischen Bast und Splint von Nadelbäumen, vorzugsweise Tannen, Fichten und Lärchen.

## Ernährung
Die Käfer ernähren sich von Pollen meist gelbblühender Blüten, die Larven von Nadelhölzern.